# Юлиян Джевизов
Юлиян Джевизов-Джефри е бивш български футболист, полузащитник.
Роден е на 14 ноември 1970 г. в град Септември. Юноша на Локомотив (Пловдив). Играл е за Локомотив (Септември), Локомотив (Пловдив), Симба (Танзания) и Ватанспор (Мюлхайм, Германия). В А група има 177 мача и 21 гола. Бронзов медалист през 1992 г. с Локомотив (Пд), полуфиналист за купата на страната през 1996 г. Шампион на Танзания през 1995 г. с отбора на Симба. За купата на УЕФА има 4 мача за Локомотив (Пд).

## Статистика по сезони
- Локомотив (Септември) – 1988/89 – В група, 7 мача/1 гол
- Локомотив (Септември) – 1989/90 – В група, 21/6
- Локомотив (Пд) – 1990/91 – А група, 14/1
- Локомотив (Пд) – 1991/92 – А група, 19/2
- Локомотив (Пд) – 1992/93 – А група, 23/2
- Локомотив (Пд) – 1993/94 – А група, 24/3
- Симба – 1994/95 – Мейнлънд Лига, 26/7
- Локомотив (Пд) – 1995/96 – А група, 20/2
- Локомотив (Пд) – 1996/97 – А група, 29/5
- Локомотив (Пд) – 1997/98 – А група, 26/2
- Локомотив (Пд) – 1998/99 – А група, 22/4
- Локомотив (Пд) – 1999/ес. - Б група, 14/1
- Ватанспор – 2000/01 – Пета Дивизия, 24/6
- Ватанспор – 2001/ес. - Пета Дивизия, 6/1